# Lycaste cochleata
Espèce
Statut CITES
Lycaste cochleata est une espèce d'orchidées du genre Lycaste originaire d'Amérique centrale.